# Калазирис

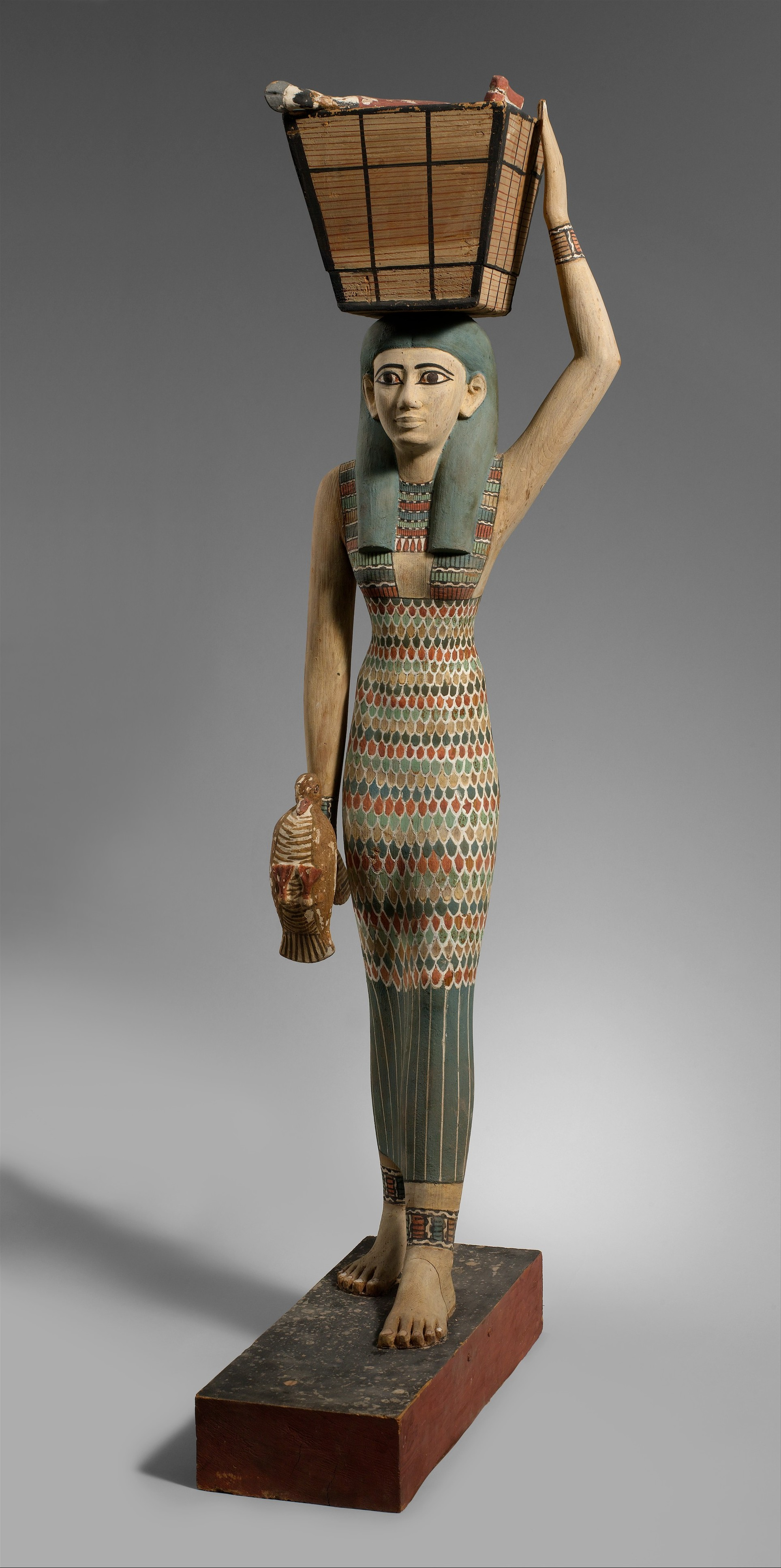
Статуэтка женщины с подношениями, XII династия (ок. 1981 −1975 до н. э.). Метрополитен-музей

Кала́зирис, каласирис (др.-греч. καλάσιρις) — в Древнем Египте изначально женская одежда простой формы, представлявшая собой рубашку длиной немного выше щиколотки, сшитую из двух прямоугольных полотнищ, с одной или двумя широкими косоугольными бретелями, оставлявшими грудь открытой (иногда шилась цельнокроеная рубашка с широким вырезом на груди).

## Название
Древнеегипетский калазирис получил своё наименование благодаря древнегреческому историку Геродоту, который отметил в своём труде «История»:
Египтяне носят на теле льняные, обшитые по подолу бахромой хитоны под названием «каласирис». Поверх этих рубах они надевают в накидку белые шерстяные плащи.
Геродот не отмечает, кто именует так эту одежду, отчего это название он мог услышать от греков, проживавших в Египте.

## Описание
Каласирисы шились как с рукавами (цельнокроеными или пришивающимися отдельно), так и без них, с глубокими вырезами, на лямках или начинающимися у горловины. Нередко калазирисы делались вязанными, облегающими фигуру. Облегавший икры калазирис не позволял ступать широкими шагами, делал походку семенящей.
Различие социального положения заключалось не в покрое, а в украшениях и качестве ткани: знать носила калазирисы из тонких тканей, отделанные вышивкой и плиссировкой, дополненные высоким поясом; крестьянки и рабыни — из грубых. Знатные дамы также нередко носили широкий усех, закрывавший плечи и грудь.
Позднее, видоизменившись, калазирис становится и мужской одеждой. Поверх мужского калазириса надевался схенти.
В эпоху Среднего, а затем и Нового царства (IV—I тысячелетия до н. э.) появляются различные варианты этой одежды: плиссированные, с широкой, заложенной крупными складками оборкой, вышитые, покрытые сеткой из керамических бус, сложно задрапированные. В эпоху Нового царства (около 1580—1070 годы до н. э.) с достижением совершенства в изготовлении тончайших тканей (льняных и хлопчатобумажных) распространилась плиссированная одежда с присущей ей графической чёткостью прямых линий, — калазирис превращён в юбку на помочах.
Старейшее из известных сегодня платьев (англ. Tarkhan dress) найдено в египетском Тархане в 1913 году и датируется 3482—3102 годами до н. э..
Согласно Демокриту, калазирис носили также персы и ионийцы.

## Галерея

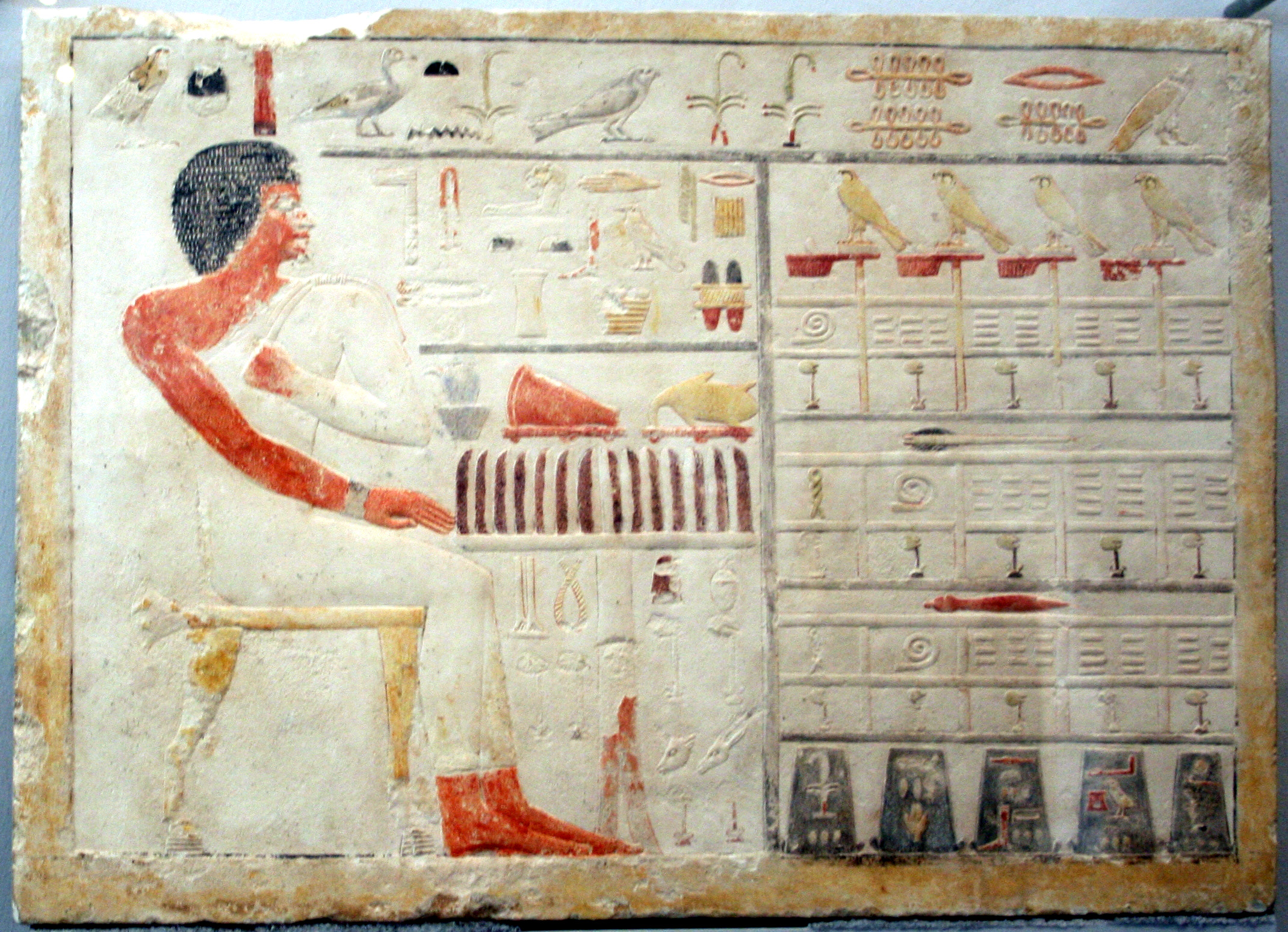
Стела из гробницы Иуну[нем.] в Гизе, XXVI–XXIV века до н.э.
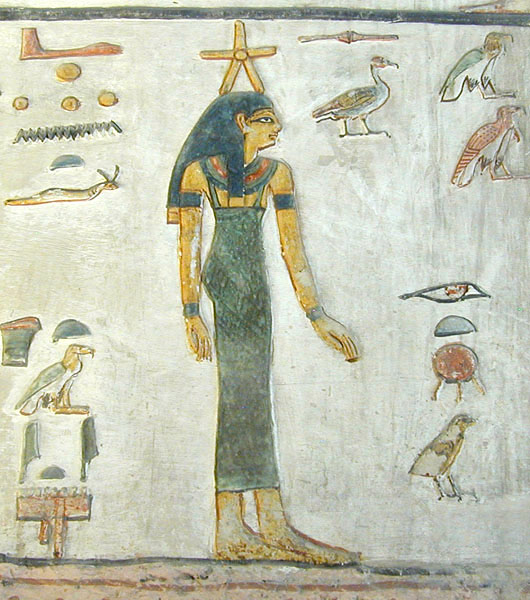
Сопдет. Рисунок в гробнице Сети I (KV17), XIII век до н.э.
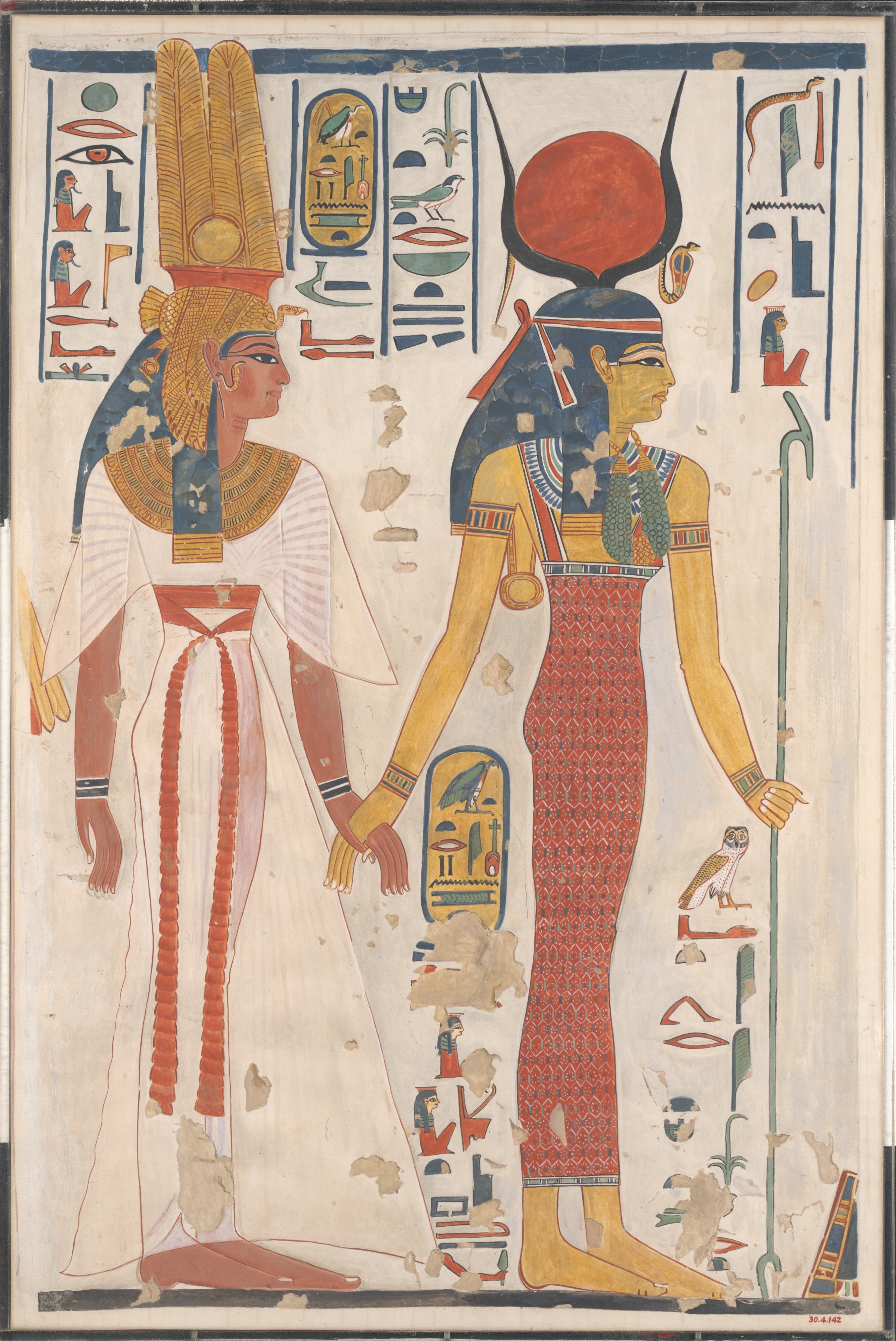
Нефертари Меренмут и Исида. Рисунок в гробнице QV66 в Долины цариц (ок. 1279–1213 год до н.э.)
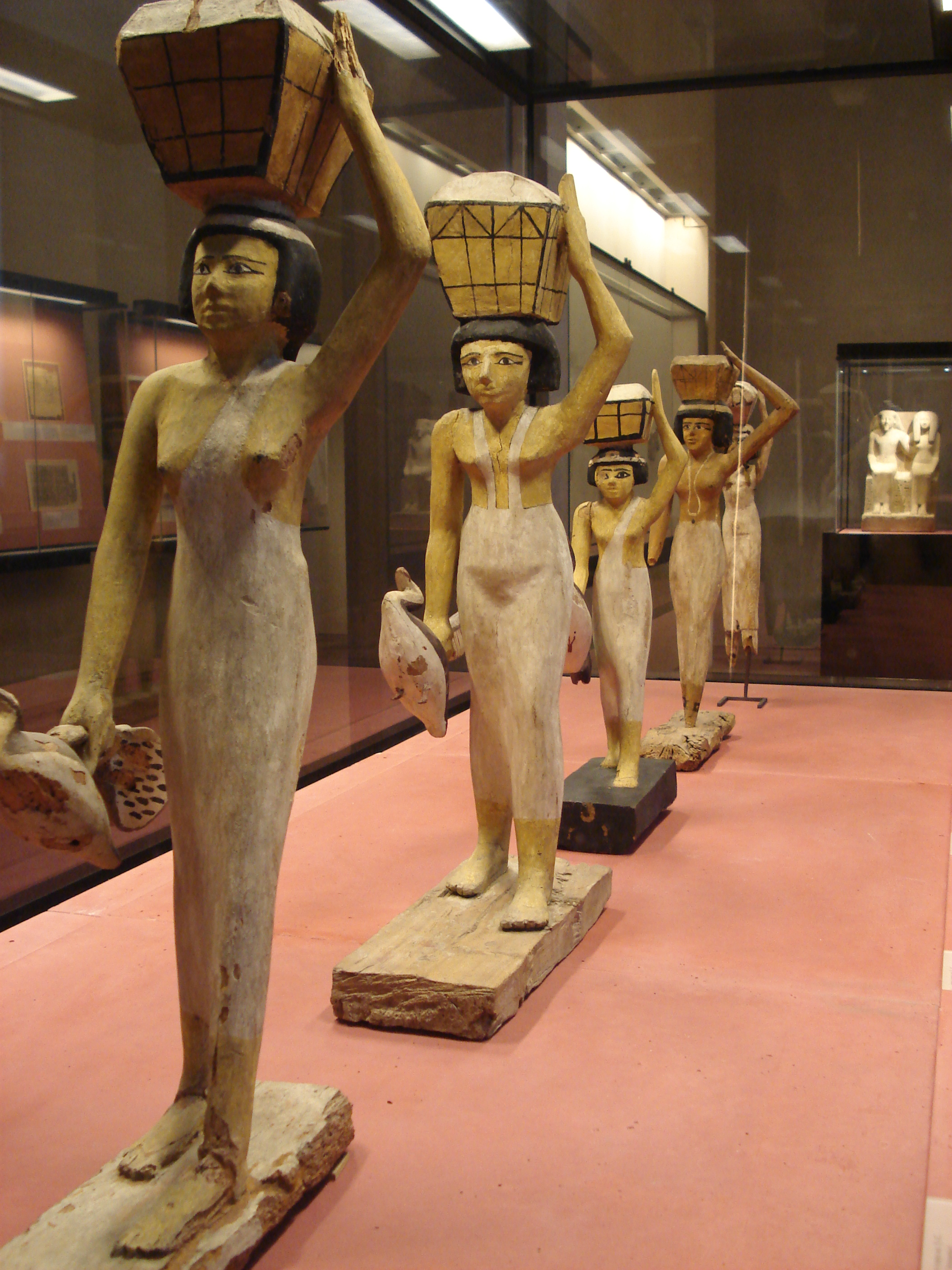
Статуэтки женщин с подношениями. Лувр
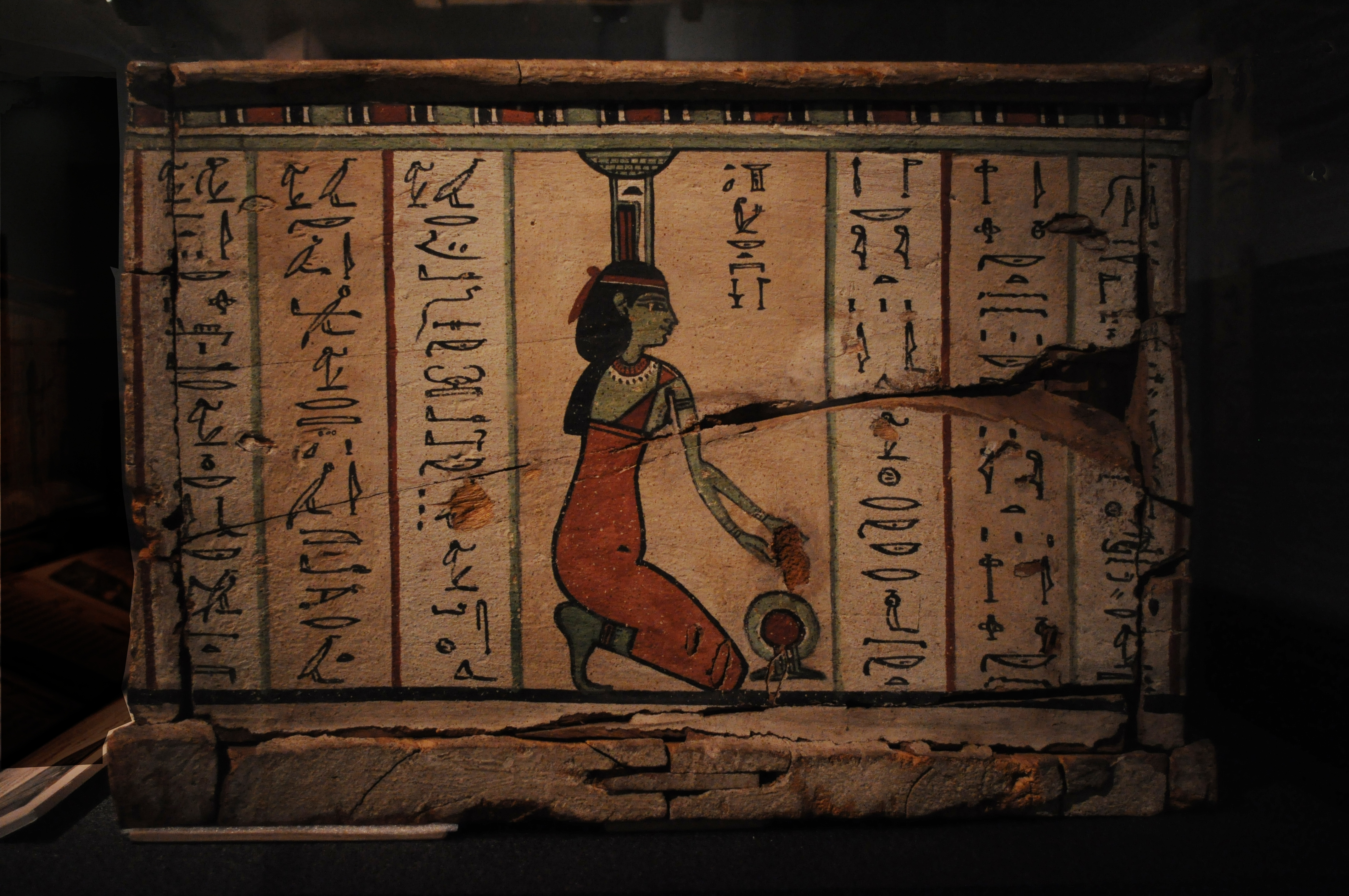
Нефтида. Фрагмент саркофага Анкх-Веннефера. Государственный исторический музей Вашингтона
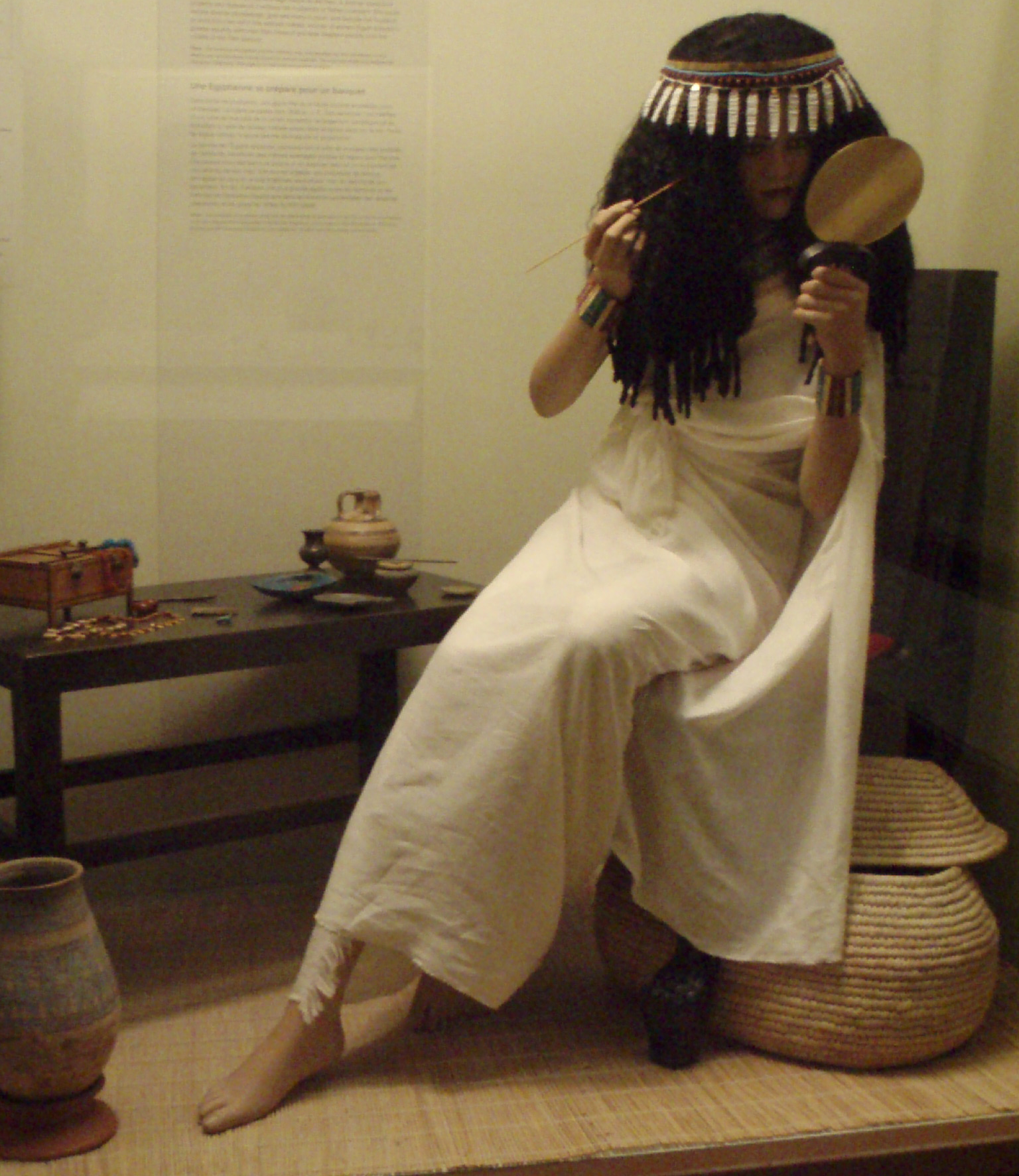
Инсталляция в музее, изображающая древнюю египтянку, накладывающую макияж